# Nia Vardalos
Nia Vardalos, Antonia Eugenia Vardalos, född 24 september 1962 i Winnipeg, Kanada, är en kanadensisk-amerikansk skådespelare och manusförfattare med grekiska rötter. De båda förnamnen har hon fått av sin grekiska mormor respektive farmor. 

## Biografi
Vardalos har en examen från Ryerson University School of Acting. Nia Vardalos är mest känd från filmen Mitt stora feta grekiska bröllop, som ursprungligen var en enpersonsföreställning som Nia Vardalos spelade på teaterscenen. Tom Hanks hustru Rita Wilson såg denna teaterföreställning och blev så imponerad att hon rekommenderade Hanks att göra en film av My Big Fat Greek Wedding. Långfilmen, som är en romantisk komedi, hade premiär i USA 25 december 2002 och blev Nia Vardalos första huvudroll och internationella genombrott. Hennes originalmanus till filmen oscarsnominerades 2002.
Filmen handlar om en ung grekisk-amerikansk kvinna som förälskar sig i en man som inte har grekiska rötter och därmed inte heller omfattar den grekisk-ortodoxa kristendomen. Hon kämpar för att få sin stora grekiska släkt att acceptera den man hon förälskat sig i, och samtidigt kommer hon till rätta med sitt kulturarv och sin etnicitet. Långfilmen ledde fram till TV-serien My Big Fat Greek Life (Mitt stora feta grekiska liv), som gick i USA med endast sju avsnitt våren 2003. Även här var Nia Vardalos huvudrollsinnehavare samt producent och medförfattare till tv-manuset. Hon har dessutom medverkat i ytterligare några långfilmer och TV-serier.
Nina Vardalos fick amerikanskt medborgarskap den 20 april 1999. Hon var gift med den amerikanske TV-skådespelaren Ian Gomez 1993–2018. Paret har ett barn tillsammans.

## Filmografi i urval
- 1996 – No Experience Necessary
- 1997 – Men Seeking Women
- 1998 – Team Knight Rider (TV-serie. Datorröst i 22 avsnitt 1997–98.)
- 1999 – Boy Meets World (TV-serie. Två avsnitt 1998–99.)
- 1999 – Meet Prince Charming
- 2002 – Mitt stora feta grekiska bröllop (även manus)
- 2003 – My Big Fat Greek Life (TV-serie; även manus och produktion)
- 2004 – Connie och Carla (även manus)
- 2009 – Min stora feta grekiska semester
- 2009 – I Hate Valentine's Day (även manus)
- 2012 – McKenna Shoots for the Stars (TV-film)
- 2016 – Mitt stora feta grekiska bröllop 2 (även manus)
- 2019 – Same Time, Next Christmas (TV-film)
- 2020 – Poisoned Love: The Stacey Castor Story (TV-film) )
- 2023 – Mitt stora feta grekiska bröllop 3 (även manus och regi)